# Американська фабрика
«Американська фабрика» (англ. American Factory) — американський документальний фільм режисерів Стівена Богнара та Джулії Райхерт про завод китайської компанії Fuyao в американському місті Морейн, штат Огайо. Фільм розповсюджується Netflix і є першим фільмом, придбаним продюсерською компанією Барака та Мішель Обами Higher Ground Productions. «Американська фабрика» виграла премію Оскар за найкращий документальний фільм.

## Огляд
У постіндустріальному штаті Огайо китайський мільярдер відкриває фабрику на місці занедбаного заводу General Motors, найнявши дві тисячі американців. Перші дні надій та оптимізму поступаються невдачам, оскільки високотехнологічний Китай стикається з робітничою Америкою.

## Виробництво
Зйомки тривали з лютого 2015 року до кінця 2017 року. Райхерт і Богнар отримали доступ для зйомок на заводах Fuyao в Огайо та в Китаї. Ідея зняти цей фільм їм спала на думку, оскільки події, які вони мали на меті зобразити, відбувалися на тому самому заводі «Морена», що був центральною темою їхнього документального короткометражного фільму «Остання вантажівка: закриття заводу GM» номінованого на Оскар у 2009 році.
Оскільки частина фільму китайською мовою, режисери залучили до роботи над ним двох китайських режисерів, Іцяня Чжана та Міцзе Лі, які щомісяця їздили до Огайо.

## Рецепція
Після демонстрації фільму на фестивалі Sundance він отримав широке визнання. На Rotten Tomatoes фільм має рейтинг схвалення 96 % на основі відгуків 90 критиків із середнім показником 8,4/10. На Metacritic він має середню оцінку 86 із 100 на основі оцінок 23 критиків.
Фільм отримав премію Оскар за найкращий документальний фільм на врученні 2020 року, а також премію Independent Spirit за ту ж категорію.